# Megaloschema laticornis
Megaloschema laticornis är en insektsart som beskrevs av Buckton. Megaloschema laticornis ingår i släktet Megaloschema och familjen hornstritar. Inga underarter finns listade i Catalogue of Life.